# Championnats du monde de patinage de vitesse sur piste courte 2021
Navigation
Édition précédente Édition suivante
Les Championnats du monde de patinage de vitesse sur piste courte 2021 se déroulent à Dordrecht aux Pays-Bas entre le 5 et le 7 mars 2021. L'événement est organisé par l'Union internationale de patinage.
Il y a dix épreuves au total : cinq pour les hommes et cinq pour les femmes. Les différentes distances sont le 500 mètres, le 1 000 mètres, le 1 500 mètres et le relais de 3 000 mètres (5 000 mètres pour les hommes) et un titre décerné au meilleur patineur sur l'ensemble des épreuves.
En raison de la pandémie de Covid-19, la Chine, la Grande-Bretagne et la Corée du Sud décident de ne pas envoyer leur délégation à ces championnats du monde.
Du fait de l'exclusion de la Russie par le Tribunal arbitral du sport de toutes compétitions internationales jusqu'en décembre 2022 en raison d'un scandale de dopage d'État, les patineurs russes ne peuvent représenter officiellement la Russie. Ils participent donc de manière « neutre » à la compétition en représentant leur fédération sportive, la fédération russe de patinage.

## Programme
Les horaires sont donnés en heure locale (UTC+1).
| Date   | Heure   | Épreuve               |
| ------ | ------- | --------------------- |
| 5 mars | 10 h 00 | Qualifications        |
| 5 mars | 16 h 00 | Qualifications        |
| 6 mars | 13 h 47 | 1 500 m femmes        |
| 6 mars | 13 h 47 | 1 500 m hommes        |
| 6 mars | 13 h 47 | 500 m femmes          |
| 6 mars | 13 h 47 | 500 m hommes          |
| 7 mars | 14 h 02 | 1 000 m femmes        |
| 7 mars | 14 h 02 | 1 000 m hommes        |
| 7 mars | 14 h 02 | 3 000 m femmes        |
| 7 mars | 14 h 02 | 3 000 m hommes        |
| 7 mars | 14 h 02 | 3 000 m relais femmes |
| 7 mars | 14 h 02 | 5 000 m relais hommes |

## Palmarès

### Résultats
| Épreuves        | Or                                                                                         | Or             | Argent                                                                             | Argent         | Bronze                                                                                     | Bronze         |
| --------------- | ------------------------------------------------------------------------------------------ | -------------- | ---------------------------------------------------------------------------------- | -------------- | ------------------------------------------------------------------------------------------ | -------------- |
| Hommes          |                                                                                            |                |                                                                                    |                |                                                                                            |                |
| 500 m           | Shaoang Liu Hongrie                                                                        | 40 s 524       | Semion Elistratov Fédération russe de patinage                                     | 40 s 603       | Pietro Sighel Italie                                                                       | 40 s 673       |
| 1 000 m         | Shaolin Sandor Liu Hongrie                                                                 | 1 min 25 s 901 | Shaoang Liu Hongrie                                                                | 1 min 26 s 000 | Pietro Sighel Italie                                                                       | 1 min 26 s 083 |
| 1 500 m         | Charles Hamelin Canada                                                                     | 2 min 18 s 143 | Itzhak de Laat Pays-Bas                                                            | 2 min 18 s 202 | Semion Elistratov Fédération russe de patinage                                             | 2 min 18 s 296 |
| 5 000 m relais  | Pays-Bas Daan Breeuwsma Itzhak de Laat Sjinkie Knegt Jens van 't Wout                      | 6 min 46 s 161 | Hongrie Csaba Burján John-Henry Krueger Shaoang Liu Shaolin Sandor Liu Alex Varnyú | 6 min 55 s 809 | Italie Yuri Confortola Tommaso Dotti Pietro Sighel Luca Spechenhauser                      | 6 min 56 s 554 |
| Toutes épreuves | Shaoang Liu Hongrie                                                                        | 60 pts         | Shaolin Sandor Liu Hongrie                                                         | 55 pts         | Semion Elistratov Fédération russe de patinage                                             | 44 pts         |
| Femmes          |                                                                                            |                |                                                                                    |                |                                                                                            |                |
| 500 m           | Suzanne Schulting Pays-Bas                                                                 | 42 s 661       | Arianna Fontana Italie                                                             | 42 s 719       | Selma Poutsma Pays-Bas                                                                     | 42 s 850       |
| 1 000 m         | Suzanne Schulting Pays-Bas                                                                 | 1 min 26 s 854 | Hanne Desmet Belgique                                                              | 1 min 26 s 993 | Courtney Sarault Canada                                                                    | 1 min 27 s 470 |
| 1 500 m         | Suzanne Schulting Pays-Bas                                                                 | 2 min 36 s 884 | Courtney Sarault Canada                                                            | 2 min 37 s 089 | Xandra Velzeboer Pays-Bas                                                                  | 2 min 37 s 109 |
| 3 000 m relais  | Pays-Bas Selma Poutsma Suzanne Schulting Yara van Kerkhof Xandra Velzeboer Rianne de Vries | 4:08.024       | France Gwendoline Daudet Tifany Huot-Marchand Aurélie Lévêque Aurélie Monvoisin    | 4:10.267       | Italie Arianna Fontana Cynthia Mascitto Arianna Sighel Martina Valcepina Arianna Valcepina | 4:17.631       |
| Toutes épreuves | Suzanne Schulting Pays-Bas                                                                 | 136 pts        | Courtney Sarault Canada                                                            | 58 pts         | Arianna Fontana Italie                                                                     | 39 pts         |

### Tableau des médailles
| Rang  | Nation                       | Or | Argent | Bronze | Total |
| ----- | ---------------------------- | -- | ------ | ------ | ----- |
| 1     | Pays-Bas                     | 6  | 1      | 2      | 9     |
| 2     | Hongrie                      | 3  | 3      | 0      | 6     |
| 3     | Canada                       | 1  | 2      | 1      | 4     |
| 4     | Italie                       | 0  | 1      | 5      | 6     |
| 5     | Fédération russe de patinage | 0  | 1      | 2      | 3     |
| 6     | Belgique                     | 0  | 1      | 0      | 1     |
| 6     | France                       | 0  | 1      | 0      | 1     |
| Total | Total                        | 10 | 10     | 10     | 30    |